# Bộ Sĩ (士)
Bộ Sĩ (士) trong chữ "học sĩ", "sĩ phu", "sĩ tốt" là một trong 31 bộ thủ được cấu tạo từ 3 nét trong số 214 Bộ thủ Khang Hi. Trong Khang Hi tự điển, có 24 ký tự (trong tổng số 49.030) được tìm thấy dưới bộ thủ này.

## Chữ trong bộ Sĩ (士)

Giáp cốt văn
Kim văn
Đại triện
Tiểu triện

| Số nét | Chữ         |
| ------ | ----------- |
| 3 nét  | 士          |
| 4 nét  | 壬          |
| 5 nét  | 壭          |
| 6 nét  | 壮          |
| 7 nét  | 壯 声 壱 売 |
| 8 nét  | 壳          |
| 9 nét  | 壴 壵       |
| 10 nét | 壶          |
| 11 nét | 壷 壸       |
| 12 nét | 壹 壺 壻    |
| 13 nét | 壼          |
| 14 nét | 壽          |
| 15 nét | 壾 壿 夀    |
| 16 nét | 夁          |